# Max Pategg
Max Pategg, eigentlich Max Grünhut (* 24. Juni 1855 in Brandeis, Kaisertum Österreich, heute: Tschechien; † 19. September 1936 in Berlin, Deutsches Reich), war ein österreichisch-deutscher Bühnenschauspieler sowie ein Regisseur und langjähriger Vorstands-Direktor des Berliner Schiller-Theaters.

## Leben und Wirken

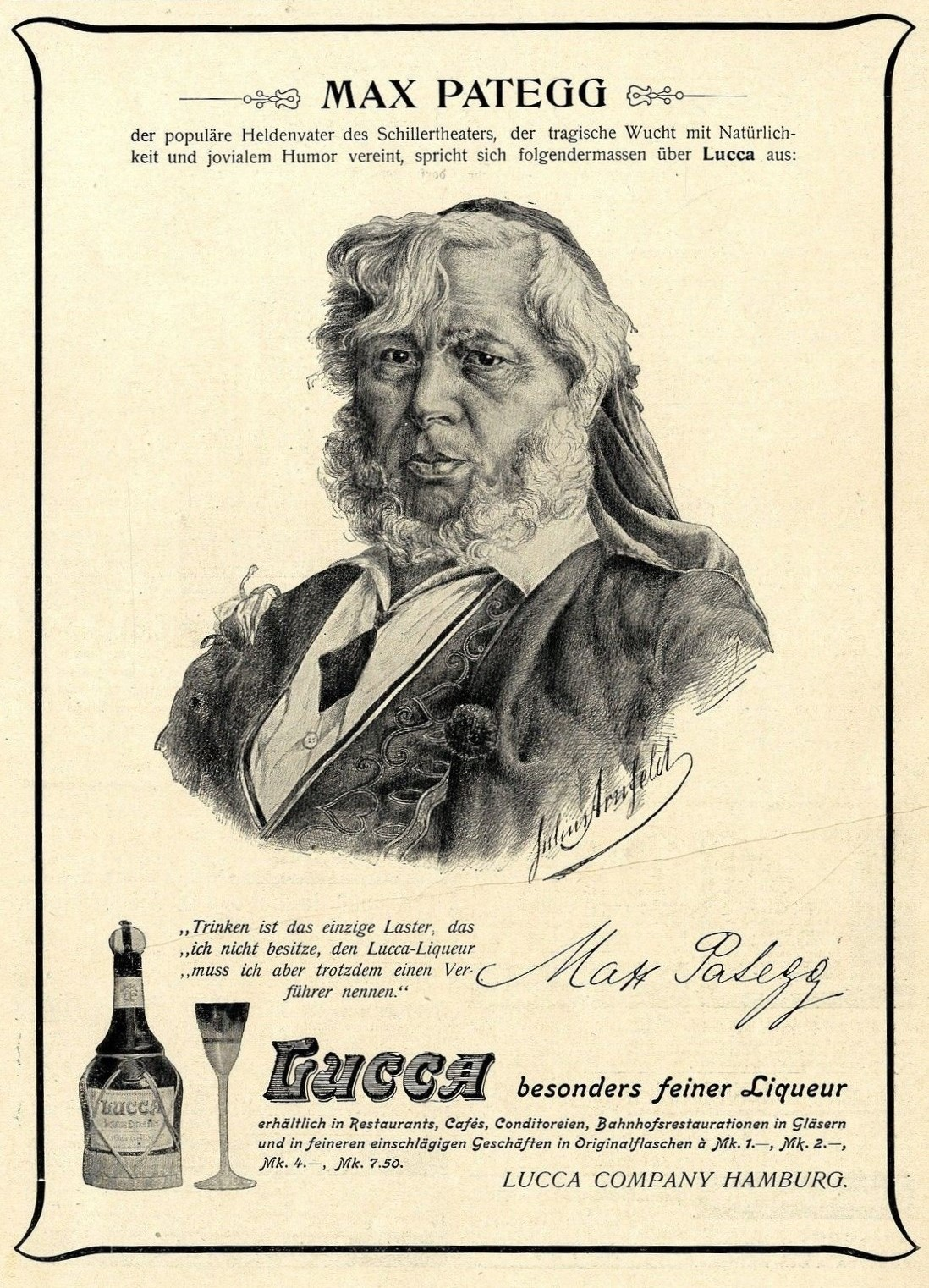
Werbung für Lucca Liqueur mit Max Pategg (1901)

Der Kaufmannssohn hatte die Technische Hochschule in Wien besucht und währenddessen, als Studiosus 1876/77, in mehreren Studentenvorführungen erstmals Bühnenluft geschnuppert. Selbst während seines Militärdienstes bei der k.u.k. Artillerie trat Pategg auf Bühnenbrettern auf und spielte den Stauffacher in einer Aufführung von Wilhelm Tell. Schließlich entschied sich der Böhme für eine Profilaufbahn und gab 1879 sein Debüt in einer Aufführung von Uriel Acosta im damals österreichischen Bielitz. Im Jahr darauf ging er nach Olmütz, wo man ihn erstmals zentrale Bühnenrollen spielen ließ: So war Pategg der König Lear, der Wallenstein und der Konsul Bernick in Ibsens Stützen der Gesellschaft. 1881 erreichte Max Pategg erstmals Berlin, wo er ein Engagement am Nationaltheater fand. Im Jahr darauf ging er für zwei Spielzeiten (bis 1884) ans Stadttheater von Hamburg, wo man ihn u. a. als Nathan der Weise sehen konnte.
Zu Pateggs weiteren frühen Glanzrollen zählen Otto Ludwigs Der Erbförster, Der Richter von Zalamea im gleichnamigen Calderón-Drama (gespielt im Rahmen eines Gastspiels am New Yorker Thalia-Theater) und Der Meineidbauer nach dem gleichnamigen Volksstück von Ludwig Anzengruber. Ein weiteres Gastspiel führte ihn nach St. Petersburg, wo Max Pategg den Cajetan in Die Braut von Messina gab. 1885 wurde er Ensemblemitglied des Deutschen Theaters in Berlin, ehe er neun Jahre darauf an das hauptstädtische Schiller-Theater wechselte. Hier blieb er 38 Jahre lang bis zu seinem Karriereende Anfang der 1930er Jahre und feierte mit den zuvor erwähnten Rollen Triumphe, wirkte dort aber auch als Regisseur bzw. Oberspielleiter. Pategg „ist ein vortrefflicher Sprecher, ja er gehört zu den besten Sprechkünstlern Berlins, wobei er durch ein kräftiges, sonores Organ auf das Vorteilhafteste unterstützt wird“ wie Ludwig Eisenbergs Großes biographisches Lexikon der Deutschen Bühne im XIX. Jahrhundert zu berichten wusste. Zuletzt (bis 1932) war Pategg als Direktor im Vorstand der Schillertheater-A.G. und blieb noch bis in die ausgehenden 1920er Jahre dort als Regisseur aktiv.
Pategg hat wahrscheinlich in nur einem Film mitgewirkt: In Curt Goetzens Inszenierung Friedrich Schiller verkörperte er Johann Kaspar Schiller, den Vater des titelgebenden Dichterfürsten.

## Filmografie
- 1923: Friedrich Schiller